# 趙食其
赵食其，食其（「注音 丨ˋ ㄐ丨」，音同「義機」）（?—?），西汉将军，左馮翊祋祤（今陕西省铜川市耀州區）人。
本为主爵都尉，汉武帝第十八年（前123年），随大将军卫青出征匈奴，斩首六百六十级。元狩三年，赐爵关内侯，黄金百斤。进军马邑；前119年，为右将军，与曹襄、李广、公孙贺随卫青，出定襄，迷路，貽誤軍機，当斩首，後納款，赎为庶人。

## 延伸阅读
[在维基数据编辑]
 《史記/卷111》，出自司馬遷《史記》